# Jan Mrvík
Jan Mrvík   (Praga, 29 de març de 1939 - 27 de maig de 2023) és un remer txec, ja retirat, que va competir sota bandera de Txecoslovàquia durant la dècada de 1960.
El 1964 va prendre part en els Jocs Olímpics d'Estiu de Tòquio, on guanyà la medalla de bronze en la prova del vuit amb timoner del programa de rem. En el seu palmarès també destaca una medalla de bronze al Campionat d'Europa de rem de 1963.